# Catherine Ikam

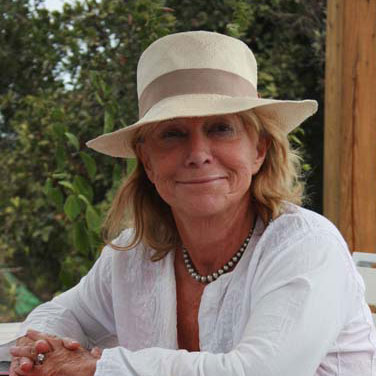
Catherine Ikam, 2016

Catherine Ikam (* 6. Oktober 1942 in Paris) ist eine französische Video- und Computerkünstlerin.

## Leben und Wirken
Ikam war wissenschaftliche Mitarbeiterin (research fellow) am Massachusetts Institute of Technology und arbeitete als Autorin und Produzentin für das französische Fernsehen. 1980 schuf sie für das Museum National d’Art Moderne am Centre Georges-Pompidou eine Installation, bei der sie sich mit dem Verhältnis von Realität und ihrem virtuellen Abbild auseinandersetzte. Im Folgejahr war sie mit einer Videoskulptur im Museum of Modern Art vertreten. Als Koautorin wirkte sie an Tod Machovers Videooper VALIS nach Philip K. Dicks Roman mit, die in Zusammenarbeit mit dem IRCAM und dem Musée d’Art Moderne zum 10. Jahrestag des Centre Georges Pompidou 1987 uraufgeführt wurde.
Im Lehmbruck-Museum war sie 1993 neben Marina Abramović, Christian Boltanski, FLATZ, Bruce Nauman und Bill Viola in einem Ausstellungsprogramm zur zeitgenössischen Skulptur vertreten. 2007 widmete ihr das Maison Européenne de la Photographie in Paris eine Retrospektive. Ihre Werke wurden sowohl in Frankreich als auch im Ausland gezeigt; unter anderem war sie 2008 Gastkünstlerin des kanadischen Banff Centre for the Arts und 2010 des Ars Electronica Center in Linz. Am Studio National des Arts Contemporains, wo sie unterrichtete, schuf sie 2005–06 ihre Digital Diaries.
2000 wurde Ikam mit dem Arcimboldo-Preis für digitale Kunst ausgezeichnet. 2010 wurde sie als Officier des Ordre des Arts et des Lettres geehrt, 2019 erhielt sie das Offizierskreuz der Ehrenlegion.